# José Sasía
José Francisco Sasía Lugo (ur. 27 grudnia 1933, zm. 1996) – piłkarz urugwajski noszący przydomek Pepé. Napastnik (łącznik).

## Kariera
Jako gracz klubu Defensor Sporting razem z reprezentacją Urugwaju wziął udział w trzech turniejach Copa América. Na turnieju Copa América 1957, gdzie Urugwaj zajął czwarte miejsce (za Argentyną, Brazylią i Peru). Sasía zagrał w pięciu meczach – z Ekwadorem (zdobył bramkę), Kolumbią, Argentyną, Peru i Brazylią. Natomiast w fatalnym turnieju Copa América 1959, gdzie Urugwaj zajął przedostanie 6. miejsce, zagrał w pierwszych czterech meczach – z Boliwią (zdobył bramkę), Peru (zdobył bramkę), Paragwajem (zdobył bramkę) i Brazylią. Zupełnie inny był mający miejsce również w 1959 roku ekwadorski turniej Copa América. Tym razem drużyna urugwajska grała znakomicie i zdobyła mistrzostwo Ameryki Południowej. Sasía wystąpił we wszystkich czterech meczach – z Ekwadorem, Brazylią (zdobył bramkę), Argentyną (zdobył bramkę) i Paragwajem (zdobył bramkę).
Jako piłkarz klubu CA Peñarol wraz z reprezentacją Urugwaju wziął udział w finałach mistrzostw świata w 1962 roku, w których Urugwaj odpadł już w fazie grupowej. Sasía zagrał we wszystkich trzech meczach – z Kolumbią (zdobył bramkę), Jugosławią i ZSRR (zdobył bramkę).
Będąc graczem Defensor Sporting był w kadrze Urugwaju podczas finałów mistrzostw świata w 1966 roku, gdzie Urugwaj dotarł do ćwierćfinału. Sasía wystąpił tylko w dwóch spotkaniach grupowych – z Francją i Meksykiem.
Od 24 czerwca 1956 do 19 lipca 1966 rozegrał w reprezentacji Urugwaju 42 mecze i zdobył 12 bramek.
Odnosił także sukcesy w klubie. Razem z Peñarolem dotarł do finału Copa Libertadores 1961, gdzie Sasía w rewanżu z SE Palmeiras na Estádio do Pacaembu zdobył bramkę dającą jego klubowi drugie zwycięstwo w Pucharze Wyzwolicieli. W sumie w turnieju tym Sasía zdobył 3 bramki. W Copa Libertadores 1962 Peñarol trzeci raz z rzędu dotarł do finału, gdzie Sasía znów zdobył bramkę, jednak tym razem zwyciężyli rywale – klub Santos FC i grający w nim król futbolu Pelé. W Copa Libertadores 1963 Sasía, podobnie jak w 1961, zdobył 3 gole, jednak tym razem Peñarol dotarł "tylko" do półfinału, gdzie przegrał z Boca Juniors. W turnieju Copa Libertadores 1965 Sasía kolejny raz dotarł wraz ze swym klubem do finału. Zdobył w tych rozgrywkach cztery bramki, jednak w finale Peñarol musiał uznać wyższość CA Independiente.
Po zakończeniu kariery piłkarskiej Sasía został trenerem.